# アンテ・モスコフ
アンテ・モシュコフ（Ante Moškov、1911年7月7日 - 1947年）は、クロアチアの軍人。ウスタシャ民兵大佐。 
コトル近郊のシュピリャリ（Špiljari）出身。初中等教育を修了した後、ザグレブの大学で心理学を専攻していたが、在学中の1933年に大学を中退し、クロアチア人民族主義団体ウスタシャが活動していたイタリアへ移住。当地で、イタリア王国陸軍と一緒に軍事訓練を受けた。1941年4月10日、ウスタシャの主導するクロアチア独立国が成立すると、ポグラヴニク（総統、Poglavnik）のアンテ・パヴェリッチ麾下の親衛隊（当初大隊、後に旅団）を指揮し、パヴェリッチの個人的信任を得た。同年6月、パヴェリッチがアドルフ・ヒトラーを訪問した際には、モシュコフも同行している。
最も過激なクロアチア民族主義者の一人で、クロアチア独立国内の非クロアチア人の民族浄化の支持者だった。1944年10月から、親衛隊に基づき編成された第1突撃師団を指揮。1945年1月、師団級となった親衛隊の指揮官に任命され、第1突撃師団と共に親衛軍団を構成した。名誉称号「騎士」（Vitez）を授与される。ウスタシャ政権の中枢を歴任しており、パヴェリッチの股肱と言えよう。
第二次世界大戦後、イタリアに逃れ、イギリス占領当局に投降。ユーゴスラビア連邦当局に引き渡される。死刑を言い渡され、銃殺。